# Juan Bernat
Juan Bernat Velasco (født 1. marts 1993 i Cullera) er en spansk fodboldspiller, der spiller som venstre back for Paris Saint-Germain.

## Klubkarriere

### Valencia CF
Som ung spillede Bernat for Valencias ungdomshold, og blev som 17-årig senior spiller.
Bernat spillede et par kampe for B-holdet, indtil han efter en 3-0 sejr med en scoring fra Bernat, underskrev sin første professionelle kontrakt, som udløb i 2015. Bernat blev mest brugt som venstre midtbanespiller og scorede syv ligamål i 24 kampe.
Den 27. august 2011 fik Bernat sin debut for Valencias bedste mandskab i en 4-3 sejr over Racing de Santander. Bernat startede på banen, men blev dog skiftet ud i halvlegen, på grund af de var bagud 2-1. Dette betød dog ikke, at Bernat var permanent førsteholdsspiller, men han var stadig tilgængelig for B-holdet.
Hans anden kamp for det bedste mandskab i et opgør der endte 1-1 den 22. januar 2012 imod CA Osasuna, hvor han i 57' minut erstattede Jonas Gonçalves.
I 2012 blev han permanent førsteholdsspiller.
Bernats første mål var den 28. november 2012, hvor han scorede til slutresultatet 3-1 imod UE Llagostera i Copa del Rey. Hans første ligamål faldt cirka et år efter, i en kamp mod Elche, hvor han var blevet skiftet ind og udlignede til 1-1. Kampen tabtes dog senere med cifrene 2-1.

### Bayern München
Den 7. juli 2014 underskrev han en fem-årig kontrakt med FC Bayern München.

## Landsholdskarriere
Bernat har siden 2013 repræsenteret sit lands U21 landshold.
Han har derudover spillet på adskillige andre ungdomslandshold, som kan ses i infoboksen til højre.